# Freibier

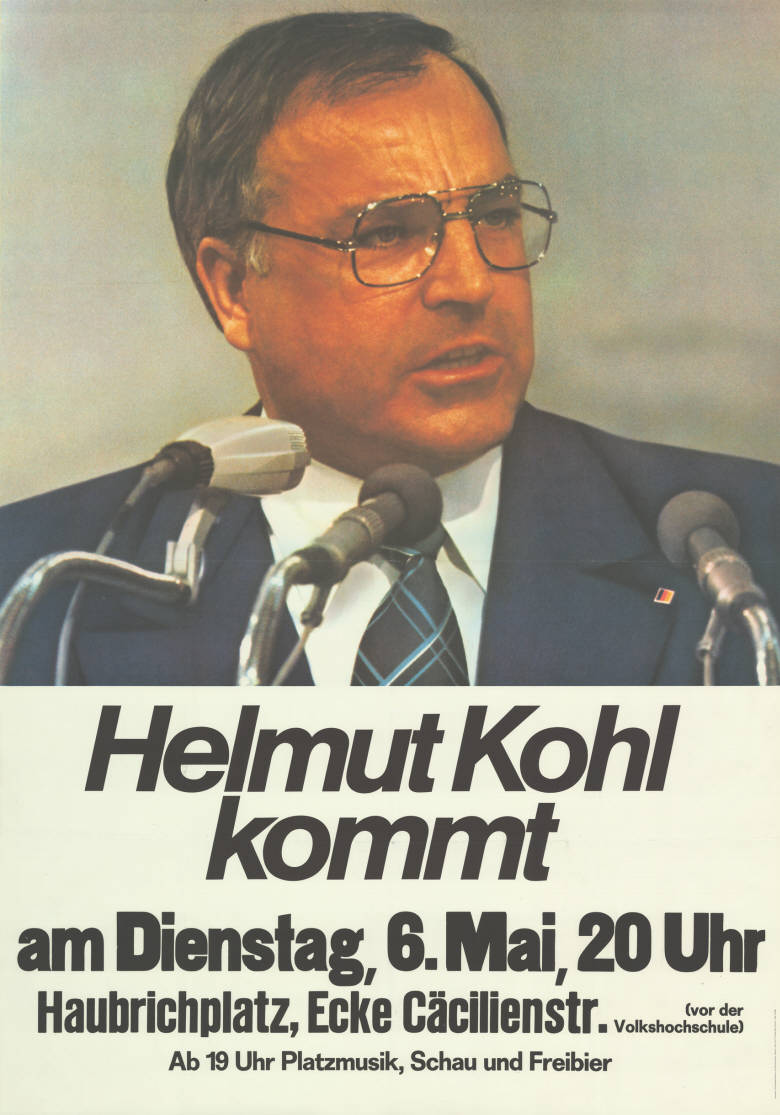
Ankündigung von Freibier (Text untere Zeile)

Als Freibier bezeichnet man kostenlos ausgegebenes Bier.

## Geschichte
Nach dem Codex des Hammurapi von Babylon standen jedem Tempelarbeiter ab dem 17. Jahrhundert v. Chr. fünf Brote und zwei Krüge Bier zu. Im alten Ägypten fand der Ausschank von Freibier an Arbeiter statt. Ungefähr ein Zehntel der jährlichen Feiertage waren der Trunkenheit gewidmet. Um die Untertanen gewogen zu stimmen, schenkten Pharaonen ihren Untertanen Freibier aus.
1848 verhinderte der Ausschank von Freibier in München möglicherweise blutige Unruhen. Der unbeliebte König Ludwig I. (Großvater von Ludwig II.) hatte die Münchner durch sein autoritäres Wesen und auch seine Affäre mit der irischen Hochstaplerin „Lola Montez“ gegen sich aufgebracht. Eine Volksmenge stürmte das mittelalterliche Zeughaus am Jakobsplatz (mittlerweile das Stadtmuseum), bewaffnete sich mit Helmen, Schwertern, Hellebarden und Schilden und marschierte zur königlichen Residenz, wo sie Fensterscheiben einwarf. Der bedrohte Ludwig I. reagierte besonnen und ließ, anders als der preußische König, nicht auf seine Münchner schießen. Er rief seinen beim Volk beliebten Bruder Carl, der Freibier ausschenken ließ. Die Menge beruhigte sich und brachte sogar den größten Teil der mittelalterlichen Waffen ins Zeughaus zurück, das danach aufgelöst wurde.

Haustrunk am Brauerei-„Stern“

Ursprünglich erhielten die Arbeiter der Brauereien täglich und später wöchentlich zusätzlich zu ihrem Lohn oder Gehalt eine bestimmte Ration des Produktes, an dessen Erzeugung sie beteiligt waren. Die Menge variierte je nach Beschäftigungsgrad. Begründet war dies darin, dass die Entnahme von Eigenprodukt gesteuert wurde. Diese als „Haustrunk“ bezeichnete zusätzliche Leistung des Unternehmens übertrug sich auf die Gabe von Freigetränken durch andere Personen und Firmen. Besonders zu Hochzeiten von Adligen oder später von begüterten Bürgern einer Hansestadt war es üblich, Freibier und freie Kost auch an das „gemeine Volk“ auszugeben. Die Abgabe von Freibier an Brauereibeschäftigte ist noch gang und gäbe, zumindest in Deutschland. Im Allgemeinen wird diese Vergütung „Haustrunk“ oder auch Deputat genannt und liegt zwischen 40 und 100 Litern pro Monat. Die Brauereien bestanden in früheren Zeiten darauf, dass dieser Haustrunk in der Brauerei am sogenannten „Stern“ (altertümlich auch „Sternen“ in der Brauersprache genannt) genossen wurde, um dadurch einen privaten Weiterverkauf auszuschließen. Da der Genuss von Alkohol bei der Arbeit in der Regel durch deutsche Gesetze, Verordnungen oder Arbeitsschutzbestimmungen eingeschränkt ist, geben inzwischen die meisten Brauereien dieses Deputat kasten- oder fassweise als Freitrunk zur Mitnahme an ihre Beschäftigten, aber auch teilweise an ihre Rentner und Pensionäre ab.

## Freibier als Werbemaßnahme

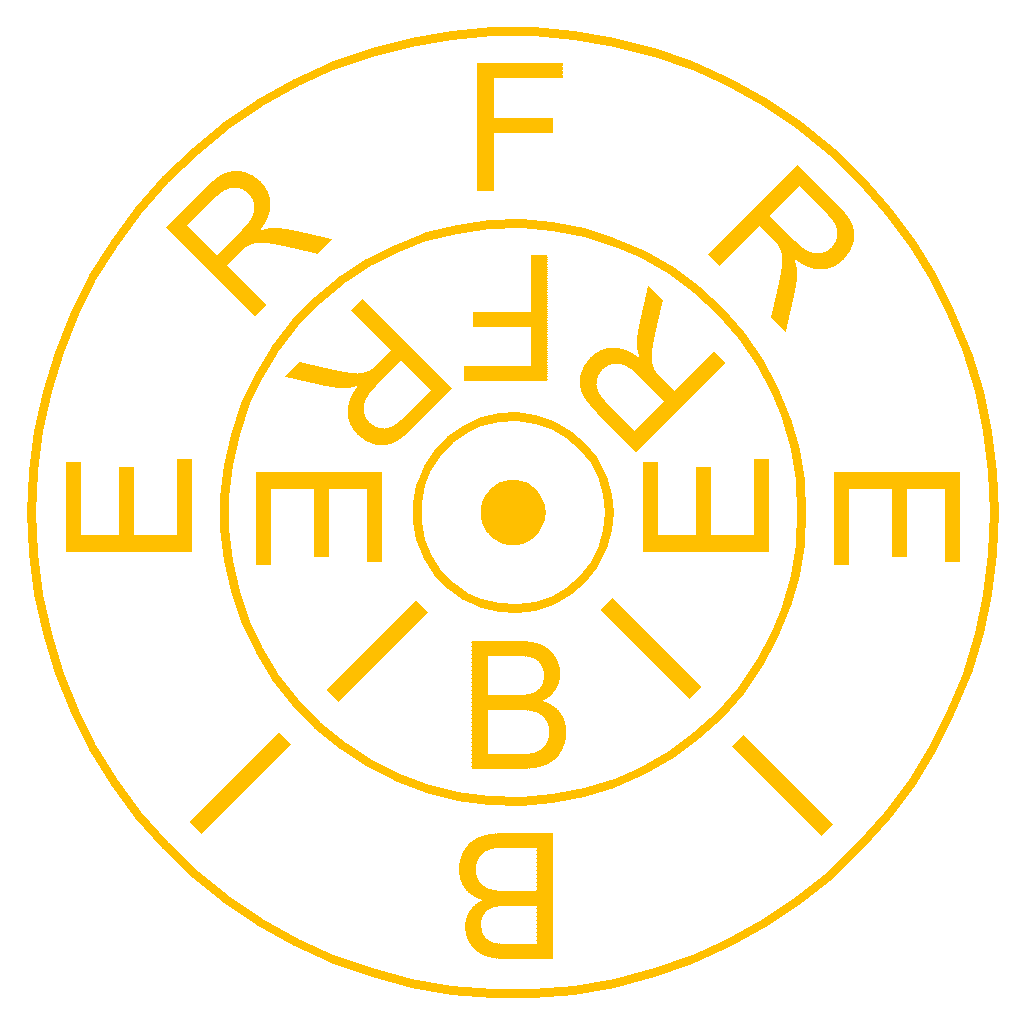
Bierdeckel-Design mit der doppelten Aufschrift „Freibier“

Anlässe für den öffentlichen Ausschank von Freibier sind beispielsweise Feiern sowie Festlichkeiten zu Jubiläen. Häufig wird mit der Werbeankündigung des Freibierausschanks versucht, den Publikumszustrom zu Veranstaltungen zu steigern. Daneben wird Freibier von Brauereien oder Biervertriebsorganisationen zur Werbung für das entsprechende eigene Produkt eingesetzt. Den Rahmen bilden oftmals publikumswirksame und zielgruppenorientierte Veranstaltungen, wie Dorf- und Stadtfeste, Sport- und Tanzveranstaltungen, Konzerte oder Messen.
Traditionell wird Freibier als gezapftes Bier ausgeschenkt. Dies ist kostengünstig und zudem kann die Füllmenge der Gläser und die Zapfgeschwindigkeit flexibel an den jeweiligen Bedarf angepasst werden. Bei Veranstaltungen, bei denen der Getränkeausschank hauptsächlich kommerziell motiviert ist, wird die Abgabe von Freibier daher zeitlich (zum Beispiel von 23 Uhr bis Mitternacht) oder mengenmäßig (beispielsweise fünf Fässer) beschränkt.
Eines der wahrscheinlich größten Freibierfeste ist jedes Jahr das Sommerfest der Braustudenten an der Technischen Universität München am Standort Weihenstephan in Freising. Dort werden jedes Jahr über 150 Hektoliter Freibier von über 300 Brauereien ausgeschenkt. Die Teilnahme an diesem Fest ist auf die Mitarbeiter und Studenten der Universität beschränkt. Ein ebensolches teilnehmerbeschränktes Fest findet an der Versuchs- und Lehranstalt für Brauerei in Berlin statt.
In der Nähe von St. Andreasberg befindet sich die Freibierquelle.

## Freibier als Sorte
- Die in Stralsund ansässige Störtebeker Braumanufaktur bietet unter dem Namen Frei-Bier ein naturbelassenes, alkoholfreies Bier nach Pilsener Brauart, eingebraut mit Stammwürze 13,0 %, an.

- Die in Weilheim/Baden ansässige Privatbrauerei Waldhaus Joh. Schmid GmbH bietet unter dem Namen Frei Bier[16] ein gefiltertes, alkoholfreies Bier an.

- Die Kölner Brauerei zur Malzmühle brachte am 1. April 2022 unter dem Namen Mühlen Freibier ihr erstes alkoholfreies Bier auf den Markt. Es wird nach Angaben der Brauerei nach traditioneller Handwerkskunst von Hand gebraut.

## Freies Bierrezept

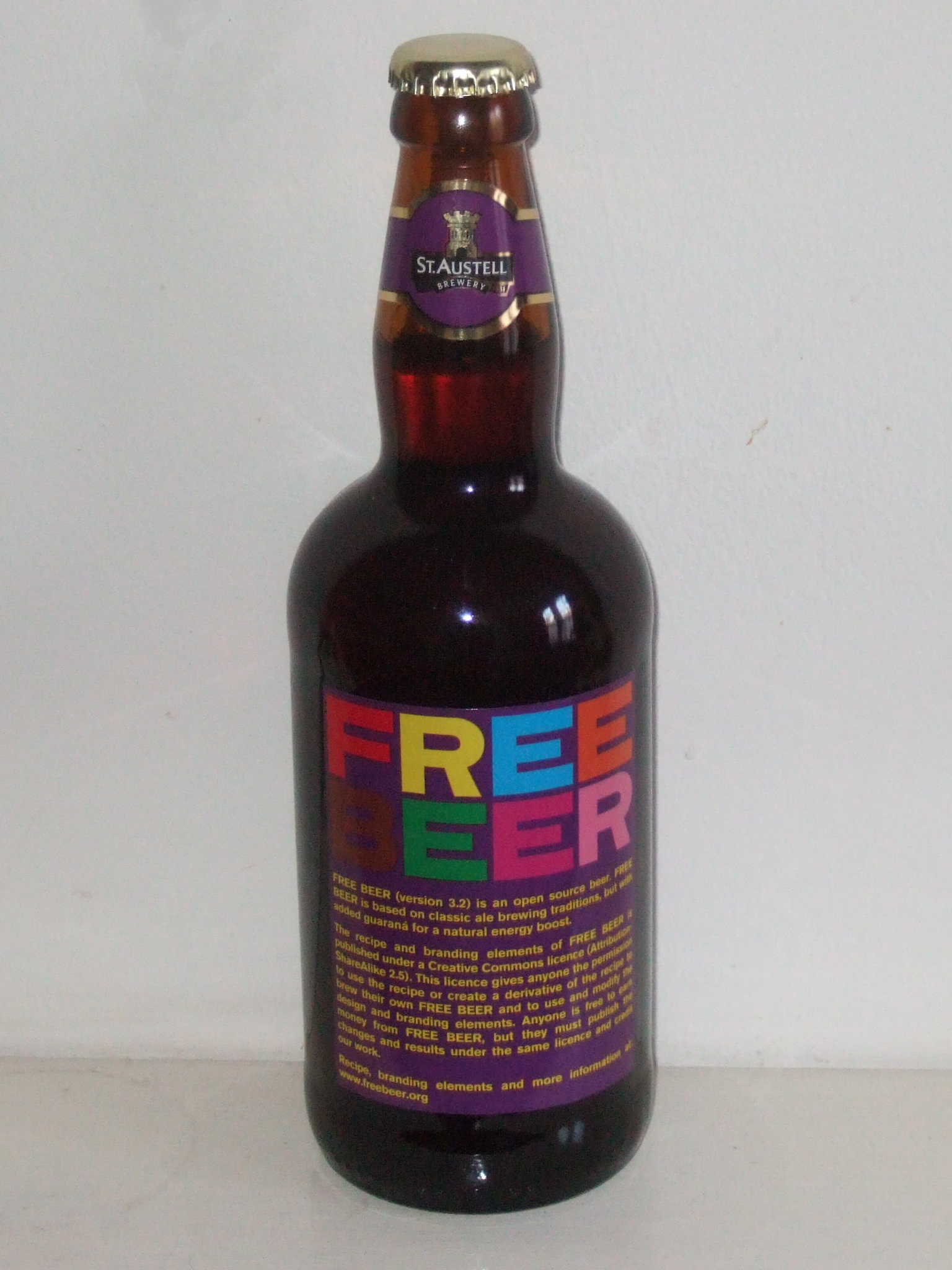
Vores Øl

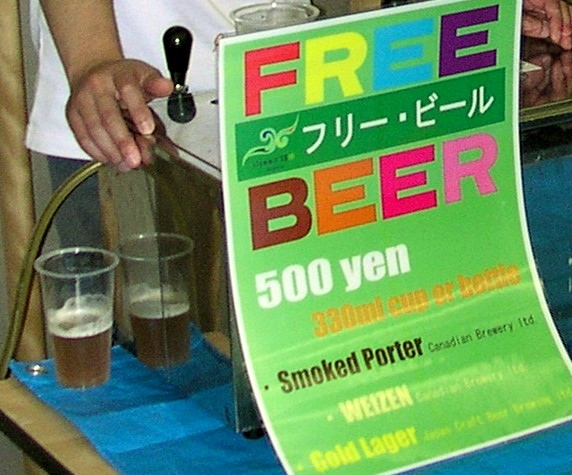
Free Beer nicht Freibier: Free-Beer-Verkauf beim Isummit 2008.

Nach dem Konzept freier Software entstand das Bier Vores Øl, das unter dem Namen Free Beer weiterentwickelt wurde. Dabei wird jedoch nicht das Bier als Produkt kostenlos an den Verbraucher abgegeben, sondern das Rezept offen unter einer Creative-Commons-Lizenz. Damit wird es unter Berücksichtigung der Lizenzbedingungen ermöglicht, das Bier frei zu brauen und zu vertreiben sowie die Rezeptur zu entwickeln. Getragen wird dieses Konzept durch Anwachsen der Bewegung von Hobbybrauern.